# Macronemurus appendiculatus
Macronemurus appendiculatus ist ein Netzflügler aus der Familie der Ameisenjungfern (Myrmeleontidae). 

## Merkmale
Die Tiere erreichen eine Vorderflügellänge von 21 bis 25 Millimetern. Wie bei den anderen Arten der Gattung besitzen auch die Männchen von Macronemurus appendiculatus lange Genitalanhänge am Ende des Hinterleibs, welcher die Flügel deutlich überragt. Die Flügel sind durchsichtig und besitzen keine Flecken. Der Halsschild ist charakteristisch mit einem breiten mittigen und seitlich zwei feinen, verkürzten Streifen gezeichnet. 

## Vorkommen
Die Art ist in Südeuropa verbreitet. Die nördliche Verbreitungsgrenze liegt in der Schweiz. Sie kommt lokal häufig vor. Man findet sie auf Feldern, Küstendünen und Brachland, vom Flachland bis in Lagen von etwa 1000 Metern Seehöhe. 

## Lebensweise
Die Imagines fliegen von Juni bis September. Die Larven bauen keine Fangtrichter. Sie leben in der obersten Bodenschicht von trockenen Wiesen. 